# توتسوکاوا
توتسوکاوا (به لاتین: Totsukawa) یک منطقهٔ مسکونی در ژاپن است که در یوشینو واقع شده‌است. توتسوکاوا ۳٬۹۲۱ نفر جمعیت دارد.